# Dormeuse
 (mai 2010).
Si vous disposez d'ouvrages ou d'articles de référence ou si vous connaissez des sites web de qualité traitant du thème abordé ici, merci de compléter l'article en donnant les références utiles à sa vérifiabilité et en les liant à la section « Notes et références ».
Une dormeuse désigne plusieurs types de coiffes, toutes différentes les unes des autres. 
- Coiffe de Tonnay-Charente, au béguin se portant très en arrière, recouvert d'une passe de satin, d'une coiffette de tulle brodée et de deux rangs de dentelles tuyautés. Elle arbore une longue plume d'autruche entourant le fond, dont la queue est caché par des rubans travaillés et enfin complété d'un nœud de rubans.

- Coiffe de l'île de Ré (La Couarde); parure de mariage qui remplaça la dormette volumineuse. La bonette matelassée et recouverte d'une très large cornette de dentelles, créant deux ou trois arceaux et laisse pendre ses deux extrémités jusqu'au sol.

- Coiffe de la région nantaise, faite uniquement de tulle, paillé en cœur et appelé « coiffe au groin » dû a sa forme. Brodée de sept fleurs pour le mariage ou d'un bouquet floral pour les dimanches.

Le mot dormeuse peut aussi se référer à un type de boucle d'oreille. Celle-ci présente une charnière qui se referme derrière l'oreille. Cette spécificité en fait l'unique type de boucle d'oreille à posséder un fermoir solidaire du corps du bijou. 